# ДВРЗ. Повітряна тривога (фільм)
«ДВРЗ. Повітряна тривога» — український детективний чотирисерійний телефільм 2024 року, що є заключним продовженням популярного телесеріалу «Дільничний з ДВРЗ».

## Сюжет
Дія телефільму відбувається у воєнному Києві у 2023-му. Справ у воєнний час у добре знайомих дільничних-напарників тільки додається. На районі знаходять вбитого чоловіка, і Сергій Бондар відкриває справу… Далі йому доведеться співпрацювати з контррозвідниками, разом з якими Бондар вийде на слід російського шпигуна.

## У ролях
- В'ячеслав Довженко — Сергій Олександрович Бондар, капітан поліції, дільничний інспектор
- Віталій Іванченко — Петро Дзюба, лейтенант / капітан поліції, дільничний інспектор
- Ксенія Мішина — Марина, дівчина Сергія
- Надія Хільська — Варвара Конан, майор контррозвідки
- Володимир Гладкий — Вадік Приходько
- Ігор Портянко — Вася Гончар, сантехнік
- Маргарита Бахтіна — Настя
- Світлана Штанько — Клава
- Роман Мацюта ― Дмитро Петрович Грачов «Грач»

## Виробництво
Телефільм знято телеканалом ICTV спільно з кінокомпанією Mamas Film Production. Зйомки проходили у Києві у 2023 році.  

Актор Ігор Портянко розповів як відбувався знімальний процес фільму: 
[...] Знімали у тому числі й під час справжніх повітряних тривог. Ходили до укриттів, але інколи процес було дуже важко зупинити, доводилось починати відразу після звуку сирен. Звичайно, коли бухкало, переходили до бомбосховища. 
Прем'єра відбулася на телеканалі ICTV2 9 вересня 2024 року. 

## Мета
Актор Ігор Портянко наголошує на необходності створення подібних продукцій:
[...] саме такі серіали зараз на часі. Я знаю, що «Дільничного з ДВРЗ» дивляться наші воїни, навіть на «нулі», коли для цього є час. Бо на цю годину вони переносяться додому, до звичайних речей. Люди, де б не знаходились, потребують не трагедій, а комедій. Так влаштована наша душа.

## Факти
Акторка Надія Хільська, яка у стрічці зіграла Варвару Конан — майора контррозвідки зізналася, що брати участь у зйомках довелося у вкрай важкий для неї період — після загибелі на фронті чоловіка Олексія Хільського. Актор загинув 17 серпня 2023 року під Роботиним.

## Відгуки
Український письменник Андрій Кокотюха у своїй колонці у Детектор Медіа переважно схвально відгукується про стрічку:
Атмосфера відтворена дуже добре.[...] є моменти, котрі справді нагадують похмурі скандинавські нуари, де черговий маніяк вистежує чергову жертву й готує для неї хитромудру пастку [...] Як на мене, історія самодостатня хоч на чотири телевізійні серії, хоч на повний метр кіноекрана.
Однак додає, що ця продукція є радше комедією або мелодрамою, нівелюючи основну детективну лінію:
Проте комедія і мелодрама несподівано відволікають від детективу. Вони применшують, а то й зовсім зводять нанівець відчуття небезпеки, яку несуть російські терористи, дрони й сплячі агенти. Необов’язковим у сухому залишку стає власне детектив.